# Antonio Pagán
Antonio Pagán (22 tháng 8 năm 1958 – 25 tháng 1 năm 2009) là một chính khách người Mỹ, người giữ vai trò trong chính quyền Thành phố New York. Ông đã phục vụ trong Hội đồng Thành phố New York trong sáu năm, và sau đó được bổ nhiệm làm ủy viên thành phố của Bộ Việc làm bởi thị trưởng Rudy Giuliani vào năm 1998.
Pagán, một người gốc Manhattan, người đã dành phần lớn cuộc đời đầu tiên của mình ở Puerto Rico, trở thành một trong hai người đồng tính nam công khai đầu tiên được bầu vào Hội đồng thành phố New York năm 1991, cùng với Thomas Duane, sau khi Pagán buồn bã, đương nhiệm với Miriam Friedlander, trong một tiểu học dân chủ chiến đấu chặt chẽ.

## Đầu đời
Pagán sinh ra ở Manhattan, New York và sống phần lớn thời thơ ấu ở Puerto Rico. Ông được đào tạo tại Đại học Puerto Rico và Cao đẳng Tư pháp Hình sự John Jay.

## Sự nghiệp chính trị
Mặc dù là người theo đảng Dân chủ, Pagán được chú ý vì có quan điểm bảo thủ hơn đối với một số vấn đề nhất định, bao gồm cả việc phản đối nhà ở thu nhập thấp và thường bị cả hai nhóm hoạt động đồng tính và Puerto Rico chỉ trích vì nhận vị trí mà họ cảm thấy trái với lợi ích cộng đồng. Tuy nhiên, ông cũng thường chiến đấu để bảo vệ các doanh nghiệp nhỏ và địa phương độc lập đang bị đe dọa bởi sự cạnh tranh gia tăng từ các chuỗi cửa hàng quốc gia.
Vào cuối hội đồng thứ hai của mình, Pagán đã quyết định không tham gia nhiệm kỳ thứ ba trong hội đồng, thay vào đó, ông tìm kiếm ứng cử viên Dân chủ cho chủ tịch quận Manhattan, đứng thứ tư trong chính. Ông đã phá vỡ hàng ngũ đảng để chứng thực Giuliani về người thách đấu Dân chủ Ruth Messinger trong cuộc đua thị trưởng năm đó. Sau cuộc bầu cử, Giuliani đã chỉ định Pagán làm ủy viên của Bộ Việc làm, một bài viết ông giữ cho đến năm 2002.

## Qua đời
Pagán qua đời năm 2009, ở tuổi 50. Nguyên nhân cái chết là do suy thận, tuy nhiên, những người khác cho rằng đó là một cơn đột quỵ. Ông đã sống sót nhờ mẹ và ba anh em của mình.